# Mary McLeod Bethune
Mary McLeod Bethune, född 10 juli 1875 i Mayesville, South Carolina, död 18 maj 1955, var en amerikansk pedagog, statskvinna, filantrop och medborgarrättsaktivist.

## Biografi
Mary McLeod Bethune växte upp i fattigdom med 16 syskon och föräldrar som var före detta slavar.  Hon var det enda barnet som fick gå i skola. En skola öppnades för afro-amerikanska barn, där Bethune studerade. Hon fick sedan ett stipendium för att gå på Scotia Seminary (numera Barber-Scotia College), en skola för flickor i Concord, North Carolina. År 1893 avslutade Bethune sin utbildning på Scotia Seminary och två år senare var hon färdigutbildad.

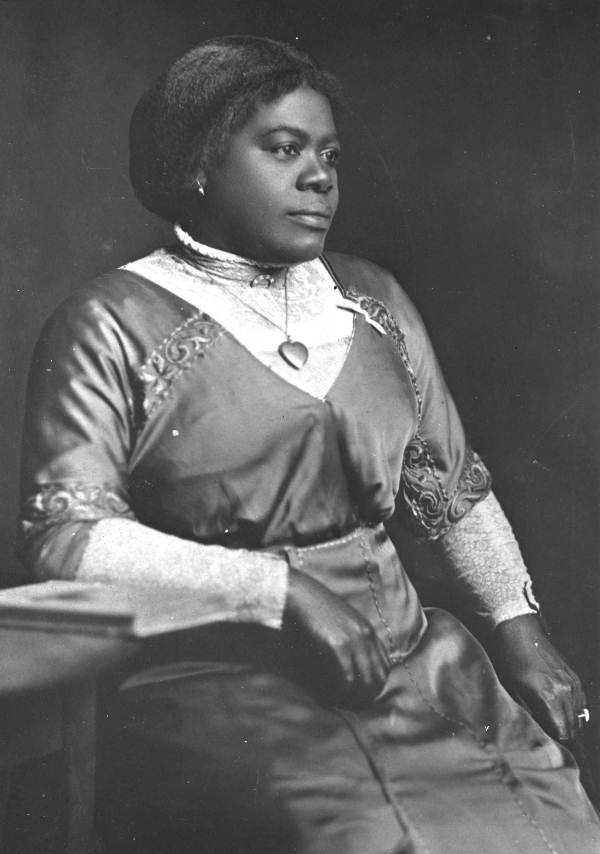

Efter examen flyttade Mary McLeod Bethune tillbaka till South Carolina. Hennes tro på att undervisning var det bästa vapnet emot rasism gjorde att hon grundade Daytona Normal and Institute for Negro girls (som senare blev Bethune-Cookman College). Denna skola var en av få platser där afro-amerikaner kunde få en examen. År 1925 blev det en skola för både flickor och pojkar. Bethune var rektor på skolan år 1942 och sedan en gång till år 1946.
Mary McLeod Bethune ägnade sig även åt aktivism. Hon var med som ledare för organisationen Florida chapter of the National Association of Colored Women i flera år. Åren 1924-1928 var hon nationell ledare för organisationen. År 1935 grundade hon National Council of Negro Women, vars ledare hon var 1935-1949. År 1936 blev Bethune den högst rankade afro-amerikanska kvinnan inom den amerikanska staten. Den dåvarande presidenten Franklin Roosevelt utnämnde henne till styresman för Negro Affairs of the National Youth Administration, vilket hon fortsatte att vara fram tills år 1944. År 1937 anordnade Bethune en konferens för Problems of the Negro and Negro Youth, där hon uppmanade till att stoppa diskriminering och lynchningar.
Mary McLeod Bethune arbetade för och gav råd till ett antal presidenter. Bland annat bjöd president Calvin Coolidge in henne att delta i en konferens för barns välfärd. Åt president Herbert Hoover satt hon i ett utskott för barns hälsa.
Mary McLeod Bethune ägnade en stor del av sitt liv åt kampen för afro-amerikanska rättigheter. Hon flyttade till Washington DC år 1943 och bodde där ett antal år. Tidigt under 1950-talet blev hon utsedd av president Harry Truman för att styra över ett utskott för national säkerhet.